# Heinz Pflügge
Heinz Pflügge (* 15. November 1946) ist ein ehemaliger deutscher Fußballspieler. Pflügge hat als Spieler vom MSV Duisburg von 1966 bis 1968 in der Fußball-Bundesliga vier Ligaspiele absolviert. In der zweitklassigen Fußball-Regionalliga West lief er beim VfR Neuss von 1968 bis 1970 in 18 Ligaspielen (1 Tor) auf.

## Karriere
Der Stürmer und Abwehrspieler Pflügge spielte im Jugendalter für TuRU Düsseldorf, bevor er 1965 im Alter von 18 Jahren zum Bundesligisten Meidericher SV wechselte. Bei dem Verein aus Duisburg, für den unter anderem Nationalstürmer Werner Krämer auf dem Platz stand, spielte er zunächst in der Amateurmannschaft. Zur Saison 1966/67 verpflichtete der MSV mit Willibert Kremer, Djordje Pavlic und Ersatztorhüter Bernd Becker drei Spieler und übernahm zusätzlich vom Amateurteam Heinz Pflügge in den Lizenzspielerkader. Unter Trainer Hermann Eppenhoff debütierte er bereits am zweiten Rundenspieltag, den 27. August 1966, bei einer 1:3-Auswärtsniederlage gegen den 1. FC Nürnberg in der Bundesliga. Er bildete vor Torhüter Manfred Manglitz mit Johann Sabath, Michael Bella, Manfred Müller und Heinz van Haaren die Abwehr der „Zebras“. Anschließend musste er zunächst auf weitere Einsätze beim zwischenzeitlich in MSV Duisburg umbenannten Bundesligisten warten, ehe er am Ende der Spielzeit 1966/67 für zwei weitere Partien berücksichtigt wurde. Am 33. und 34. Spieltag war er bei den Spielen gegen den Karlsruher SC (0:3) und Borussia Mönchengladbach (1:3) aktiv. Gegen die „Fohlen“ vom Bökelberg bildete er am Schlusstag der Saison zusammen mit Horst Gecks, Werner Lotz, Werner Krämer und Heinz van Haaren auf Linksaußen den Angriff des Gastgebers.
Auch unter Eppenhoffs Nachfolger Gyula Lóránt gelang ihm der Durchbruch nicht. Im Oktober 1967 bestritt er gegen den VfB Stuttgart sein letztes von vier Bundesligaspielen, in denen er ohne eigenes Tor geblieben war. Der MSV hatte vor der Runde mit Krämer und Carl-Heinz Rühl zwei Leistungsträger verloren, hatte aber im Gegenzug mit Dietmar Linders, Kurt Rettkowski, Bernd Lehmann, Rainer Budde, Erwin Kostedde, Bernd Hoffmann, Jürgen Kowalski und Horst Wild reichlich Neuzugänge in die Wedau geholt. Damit waren die Einsatzchancen für Pflügge auf ein Minimum gesunken.
Pflügges Zeit in Meiderich endete in der Sommerpause 1968, als er vom MSV zum VfR Neuss wechselte. Mit diesem trat er für die nachfolgenden beiden Jahre bis 1970 in der damals zweitklassigen Fußball-Regionalliga West an. Für die Grün-Weißen vom Stadion an der Hammer Landstraße absolvierte er unter Trainer Manfred Krafft und neben Mitspielern wie Torhüter Klaus Schonz, Torjäger Ulrich Kohn, Josef Kokesch, Robert Begerau und Hans-Jürgen Kleinholz 18 Regionalligaspiele (1 Tor). Er zog sich am 2. März 1969 bei einem 2:1-Auswärtserfolg gegen Fortuna Köln eine schwere Verletzung zu – er wurde in der 7. Minute ausgewechselt – und versuchte die Rückkehr nochmals am 5. Oktober 1969 beim Auswärtsspiel gegen Arminia Bielefeld. Er kam als Einwechselspieler in der 33. Minute auf den Platz, musste aber in der 61. Minute das Spielfeld verlassen, da die alte Verletzung wieder aufgebrochen war und damit das Ende seiner fußballerischen Laufbahn nicht mehr aufzuhalten war.